# ریحان‌آباد (ارومیه)
ریحان آباد، روستایی است از توابع بخش مرکزی شهرستان ارومیه و در شهرستان ارومیه استان آذربایجان غربی ایران.  این روستا دومین روستای بزرگ شهرستان ارومیه بعد از روستای بالو می‌باشد. رشد جمعیت در بیست سال اخیر و با مهاجرت از شهرستان ماکو و شوط انجام گرفته است این روستا سابقاً مسیحی نشین بوده است.

## جمعیت
این روستا در دهستان بکشلوچای قرار داشته و براساس سرشماری مرکز آمار ایران در سال ۱۳۹۵، جمعیت این روستا برابر با ۱۰٬۵۳۶ نفر (۲٬۹۹۲ خانوار) بوده است.